# یانیک گیلوچون
یانیک گیلوچون (انگلیسی: Yannick Guillochon؛ زادهٔ ۲ ژوئن ۱۹۶۰) بازیکن فوتبال اهل فرانسه است.
از باشگاه‌هایی که در آن بازی کرده‌است می‌توان به باشگاه فوتبال رن، باشگاه فوتبال لو آور، و باشگاه فوتبال پاری سن ژرمن اشاره کرد.